# دينيسي أوبراين
دينيسي أوبراين (بالإنجليزية: Denise O'Brien)‏ هي مبارزة بالسيف أسترالية، ولدت في 25 يوليو 1937.

## وصلات خارجية
- دينيسي أوبراين على موقع أوليمبيديا (الإنجليزية)
- دينيسي أوبراين على موقع اللجنة الأولمبية الأسترالية (الإنجليزية)